# Sivatagi lile
A sivatagi lile (Charadrius leschenaultii) a madarak osztályának, a lilealakúak (Charadriiformes) rendjébe, ezen belül a lilefélék (Charadriidae) családjába tartozó faj.

## Rendszerezése
A fajt Carl von Linné svéd természettudós írta le 1758-ban. Sorolják az Eupoda nembe Eupoda leschenaultii néven is.

## Alfajai
- Charadrius leschenaultii columbinus Wagler, 1829
- Charadrius leschenaultii crassirostris (Severtzov, 1873)
- Charadrius leschenaultii leschenaultii Lesson, 1826[1]

## Előfordulása
Ázsia középső részén honos, telelni Ázsia déli, Afrika keleti részére és Ausztráliába vonul. Kóborló példányai eljutnak Európába is. Természetes élőhelyei a gyér növényzetű sztyeppék, fél-sivatagok, sivatagok.

### Kárpát-medencei előfordulása
Magyarországon rendkívül ritka kóborló, két esetben figyelték meg.

## Megjelenése
Testhossza 22-25 centiméter, szárnyfesztávolsága 53-60 centiméteres, testtömege 80-100 gramm.

## Életmódja
Főleg rovarokkal táplálkozik, de más gerincteleneket és apró gyíkokat is fogyaszt.

## Szaporodása
Fészkét földön lévő mélyedésbe készíti. Fészekalja 2-4 tojásból áll, melyen 24-25 napig kotlik.
|  |

## Természetvédelmi helyzete
Az elterjedési területe rendkívül nagy, egyedszáma is nagy és ugyan csökken, de még nem éri el kritikus szintet. A Természetvédelmi Világszövetség Vörös listáján nem fenyegetett fajként szerepel. Magyarországon védett, természetvédelmi értéke 25 000 forint.